# Jan Čermák

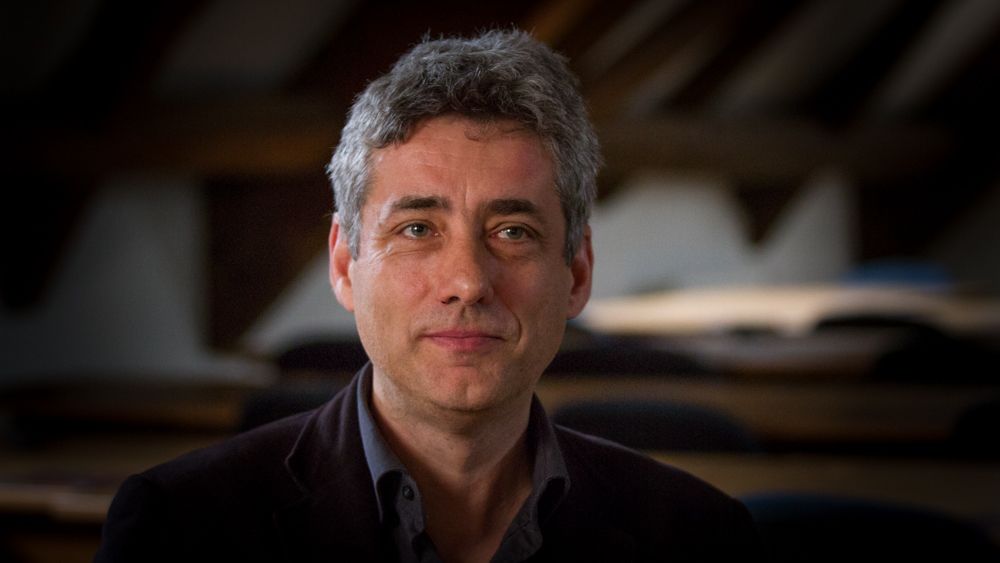
Jan Čermák

Jan Čermák (ur. 8 czerwca 1962 w Pradze) – czeski uczony, filolog anglista, mediewista, wykładowca i tłumacz.

## Życiorys
Prof. PhDr. Jan Čermák, CSc. ukończył anglistykę, bohemistykę i filologię fińską na Uniwersytecie Karola w Pradze. Od roku 1986 działał w Instytucie Anglistyki i Amerykanistyki na Wydziale Filozoficznym tej uczelni. Po podziale instytutu, w 2008 został kierownikiem Instytutu Języka Angielskiego i Dydaktyki Wydziału Filozoficznego Uniwersytetu Karola. W roku 2014 został mianowany profesorem.

## Prace
Jan Čermák zajmuje się gramatyką historyczną, literaturą średniowieczną, a w szczególności rozwojem epiki bohaterskiej, teorią krytyka i praktyką przekładu literackiego. Wydał monografię Kalevala Eliase Lönnrota a Josefa Holečka v moderní kritické perspektivě (2014). Przełożył staroangielskie dzieła, w tym epos Béowulf (2003) i poemat Sen o kříži (2005). Kierował pracami nad antologią poezji i prozy anglosaksońskiej Jako když dvoranou proletí pták (2009). Przetłumaczył też wybór esejów Johna R. R. Tolkiena Netvoři a kritikové (2006).